# Dendrobium speculum
Dendrobium speculum är en orkidéart som beskrevs av Johannes Jacobus Smith. Dendrobium speculum ingår i släktet Dendrobium, och familjen orkidéer. Inga underarter finns listade i Catalogue of Life.